# 谢锡佐
谢锡佐，通州人，清朝政治人物。举人出身。
曾任辰州府知府。乾隆二十三年接替暴煜任福州府知府一职，乾隆二十三年由蒋允焄接任。